# UV Express

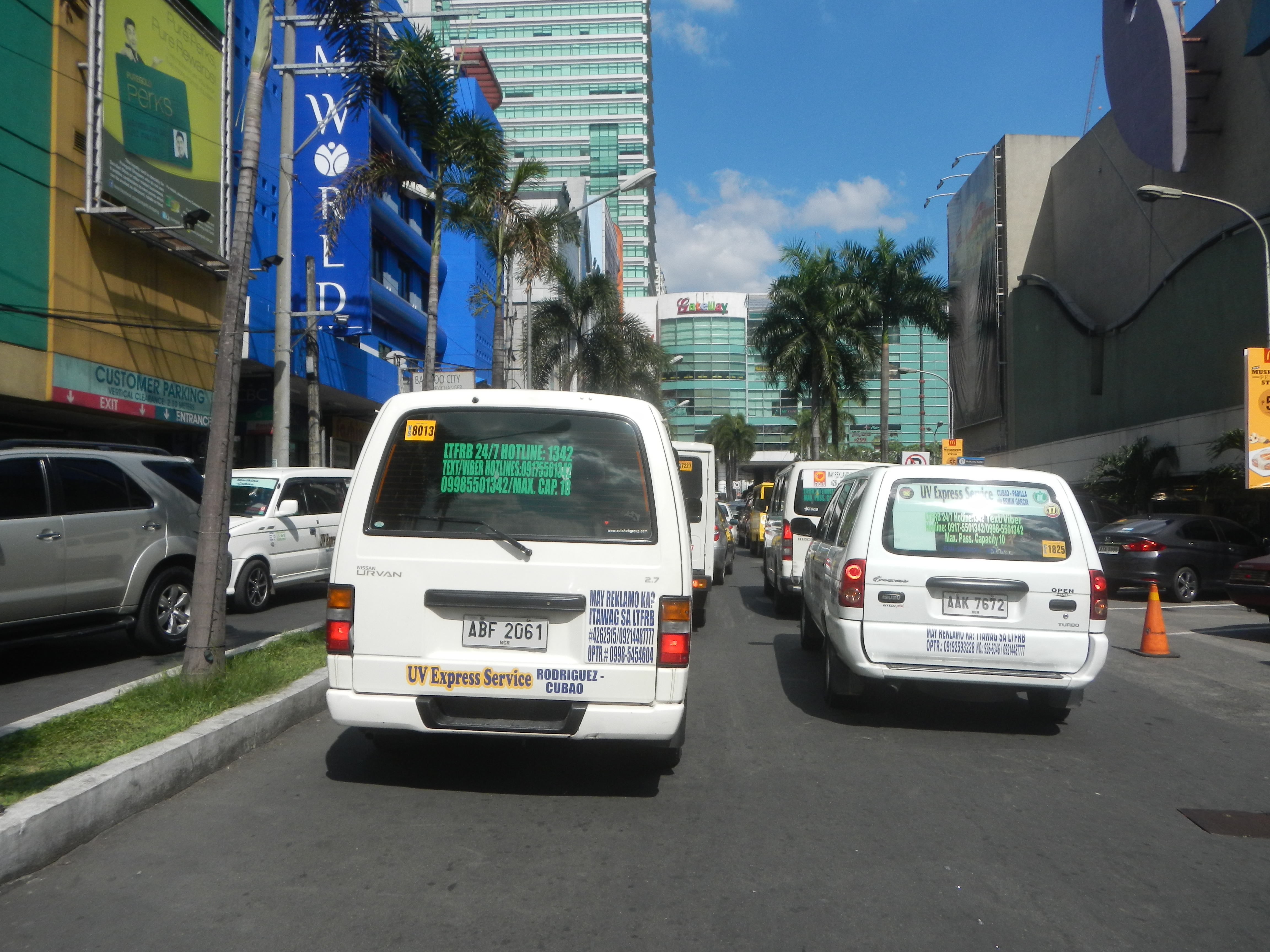
Zwei UV Express Fahrzeuge unterschiedlicher Bauart in Cubao, Quezon City

UV Express (auch bekannt unter den Bezeichnungen FX oder GT Express) ist eine Art von öffentlichem Sammeltaxi, welches zwischen festgelegten Start- und Zielorten auf den Philippinen verkehrt und damit ein Teil des öffentlichen Verkehrssystems des Landes ist. Abfahrts- und Ankunftsorte sind spezielle Transportterminals, es handelt sich also im Gegensatz zu regulären Taxis um Punkt-zu-Punkt-Verbindungen. Als Transportmittel werden hierbei vorwiegend Kleinbusse und SUV eingesetzt, deren Laderaum komplett mit Sitzbänken ausgestattet ist, um möglichst viele Fahrgäste aufnehmen zu können. UV Express ist damit neben den auf den Philippinen weit verbreiteten Jeepneys und Multicabs eine dritte Form eines Sammeltaxis. Im Gegensatz zu den anderen beiden Formen ist die Fahrt in einem UV Express Fahrzeug komfortabler, da die Fahrzeuge im Gegensatz zu Jeepneys und Multicabs geschlossen und klimatisiert sind. Die Lizenzen für den Betrieb werden vom LTFRB (Land Transportation Franchising and Regulatory Board), einer dem Verkehrsministerium DOT (Department of Transportation) unterstehenden Behörde, an Franchisenehmer vergeben. Das Farbschema der eingesetzten Fahrzeuge ist weiß und es gibt Pflichtangaben zu Markierungen und Beschriftungen, welche auf den Fahrzeugen vorhanden sein müssen. Hierzu zählen Angaben zur Route, Name des Betreibers, maximale Passagieranzahl, sowie die Routen- und Registrierungsnummer und das Kennzeichen des Fahrzeugs.

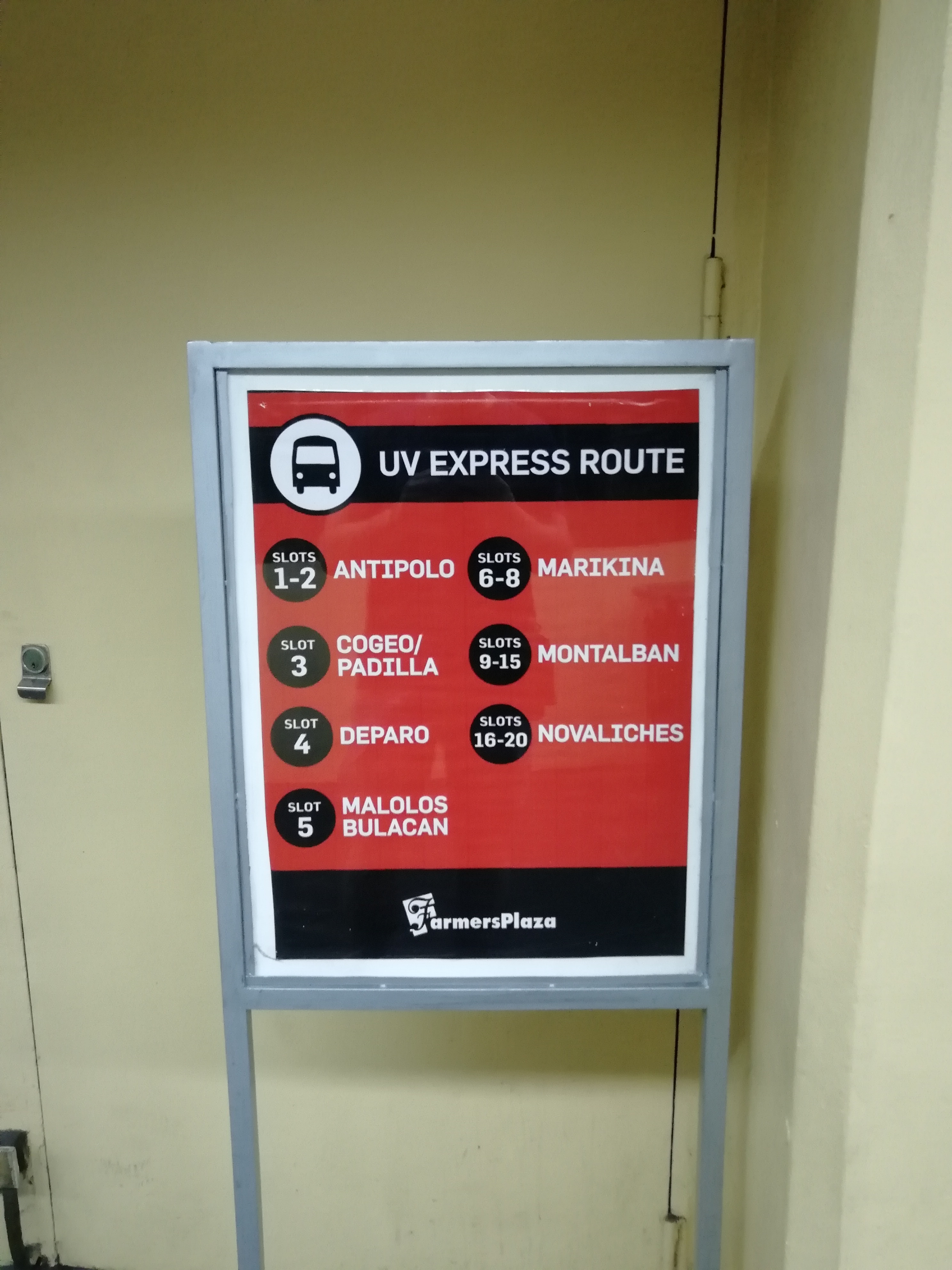
UV Express Wegweiser in der Farmers Plaza Shoppingmall in Cubao, Quezon City

Vom Oberbegriff PUV (Public Utility Vehicle, auf Deutsch etwa öffentliches Nutzfahrzeug) abgeleitet entstand die Bezeichnung UV Express. Zum legalen Betrieb eines UV Express muss der Betreiber ein sogenanntes CPC (Certificate of Public Convenience) beim LTFRB beantragen. Neue Routen oder frei werdende Routen, wenn der vorherige Betreiber keine Verlängerung einer auslaufenden Lizenz beantragt, werden vom LTFRB öffentlich angekündigt. Die Transportterminals befinden sich im Raum Metro Manila an wichtigen Verkehrsknotenpunkten, meist in unmittelbarer näher großer Shoppingmalls, in kleineren Orten in den Provinzen des Landes meist nahe dem Ortszentrum. 
Die anfängliche und in der Bevölkerung auch heute noch gebräuchliche Bezeichnung FX findet ihren Ursprung im Toyota Tamaraw FX, einem Kompaktvan, welcher in der dritten Generation ab 1993 unter anderen auch auf den Philippinen von Toyota Motors Philippines in einem Werk in Parañaque gefertigt und für den gewerblichen Personenverkehr in Land eingesetzt wurde. Die Bezeichnung FX für diese Art von Sammeltaxi hat sich dabei im Sprachgebrauch bis heute gehalten, auch wenn Fahrzeuge anderer Hersteller, etwa der Mitsubishi Adventure oder der Isuzu Crosswind, eingesetzt wurden. Mit Zuwachs der Passagierzahlen werden auch größere Fahrzeuge eingesetzt, häufig Kleinbusse vom Typ Nissan Urvan oder Toyota HiAce. 
Das heute als UV Express Service bekannte Sammeltaxiangebot hatte in der Vergangenheit bereits verschiedene andere Namen. Es wurde vom LTFRB zunächst als AUV/VAN Express Service eingeführt, 2005 umbenannt in P2P Express Service (Point-2-Point, also Punkt-zu-Punkt). Zwei Jahre später erfolgte eine erneute Umbenennung in Garage-Terminal (GT) Express. Während anfangs die exakte Routenführung vom LTFRB festgelegt wurde, ist es den Fahrern heute erlaubt, die für sie bestmögliche Fahrstrecke zwischen Abfahrts- und Ankunftsort frei zu wählen. Lediglich das Befahren der notorisch verstopften Hauptverkehrsader EDSA in Metro Manila ist den UV Express Fahrern seit 2016 untersagt, sie dürfen diese im Rahmen ihrer Routenführung lediglich überqueren. Im Jahr 2009 wurde vorübergehend der Zwang, Passagiere nur an ausgewiesenen Terminals aufnehmen und aussteigen lassen zu dürfen, aufgehoben. Stattdessen war dies nun in einem Radius von 2 Kilometern um die in der Lizenz genannten Anfangs- und Endpunkte der Route zulässig. Diese Regelung wurde jedoch im Mai 2019 widerrufen und seitdem ist wieder nur der reine Punkt-zu-Punkt Service zwischen Terminals zulässig. Der Fahrpreis betrug lange Zeit 2 Pesos pro angefangenem Kilometer. Im Juli 2019 wurde vom LTFRB eine Fahrpreisanpassung anhand einer Formel entschieden, welche seitdem den Fahrpreis an die Entwicklung der Treibstoffkosten koppelt und eine jährliche Überprüfung vorsieht. Gültig werden neue Fahrpreise jeweils 10 Tage nach einer Veröffentlichung durch das LTFRB.